# Tour de França de 1997
El 84é Tour de França es va disputar del 5 al 27 de juliol de 1997 sobre un recorregut de 21 etapes el pròleg inicial, i amb un total de 3944 km. que el vencedor va cobrir a una velocitat mitjana de 39,237 km./h. La carrera va començar en Ruan i va acabar en París, en el clàssic final dels Camps Elisis. El vencedor final, Jan Ullrich, va ser el primer ciclista alemany en aconseguir el triomf en la ronda francesa.
Jan Ullrich va aconseguir la victòria tant en la classificació general com en la classificació dels jóvens, sent l'última vegada que s'havia aconseguit el 1983 amb Laurent Fignon. La classificació per punts va ser guanyada per Erik Zabel per segona vegada, i el seu equip, el Team Telekom també va guanyar la classificació per equips.
Richard Virenque i el seu equip Festina van ser els rivals més durs de Jan Ullrich, però van perdre molt de temps en els Vosges. Richard Virenque, no obstant, va acabar segon en la general i va aconseguir el mallot de pigues com a vencedor de la muntanya, sent la quarta vegada que ho aconseguia. Marco Pantani va ser tercer en París.